# (31956) Wald
(31956) Wald (2000 GA133) – planetoida z grupy pasa głównego asteroid okrążająca Słońce w ciągu 4,53 lat w średniej odległości 2,73 j.a. Odkryta 13 kwietnia 2000 roku.